# Slag bij Kaap Bon (468)
De Slag bij Kaap Bon was een zeeslag voor de kust van  Afrika in het jaar 468. Het zeegevecht vond plaats tussen het Oost-Romeinse rijk en het Vandaalse rijk. De Oost-Romeinen wilden, samen met de West-Romeinen, een einde maken aan het Ariaanse rijk van Geiserik.
1100 Byzantijnse schepen, onder bevel van de schoonzoon van Leo I, Basiliskos, voeren naar Carthago, terwijl de West-Romeinen de Vandalen uit Sardinië verdreven.

## Het gevecht op Zee
Bij Kaap Bon, ongeveer veertig mijl van Carthago wierp Basiliscus voor anker. Geiserik vroeg Basiliscus om hem vijf dagen respijt te geven om de voorwaarden voor een vrede op te stellen. Tijdens de onderhandelingen verzamelde Geiserik zijn schepen en viel geholpen door zijn bekwame broer Gento plotseling de Romeinse vloot aan.
De Vandalen hadden veel schepen gevuld met brandbare materialen. Tijdens de nacht werden deze vuurschepen tegen de onbewaakte en nietsvermoedende Romeinse vloot voortgestuwd. De Oost-Romeinse kapiteins probeerden hun schepen te redden van vernietiging, maar deze manoeuvres werden geblokkeerd door de aanval van andere schepen van de Vandalen. Basiliscus vluchtte in de hitte van de strijd.
Eén daad van heldendom uit dit zeegevecht is overgeleverd. Ondanks de situatie vocht een luitenant van Basiliscus, Joannes, dapper tegen de Vandalen; Procopius beschrijft hem als "op het dek staan" en "van de ene naar de andere kant draaien bleef hij zeer grote aantallen van de vijand doden". Toen hij zag dat zijn schip op het punt stond te worden veroverd, weigerde hij zich over te geven aan Gento, de zoon van Geiserik, in plaats daarvan sprong hij in zijn zware harnas overboord en verdronk zichzelf. Zijn laatste woorden waren dat hij "nooit in handen van Vandaalse honden zou komen".

## Nasleep
De helft van de Oost-Romeinse vloot werd verbrand, tot zinken gebracht of in beslag genomen, en de andere helft wist te ontkomen met Basiliscus. De hele expeditie was mislukt.
Na zijn terugkeer in Constantinopel verstopte Basiliscus zich in de kerk van Hagia Sophia om te ontsnappen aan de toorn van het volk en de wraak van de keizer. Door bemiddeling van Verina verkreeg Basiliscus de keizerlijke gratie en werd hij alleen gestraft met verbanning naar Heraclea Sintica, in Thracië.